# تپه شش دانگی
تپه شش دانگی مربوط به سده‌های میانه دوران‌های تاریخی پس از اسلام است و در شهرستان کمیجان، بخش میلاجرد، دهستان خسرو بیگ، روستای نهرپشته واقع شده و این اثر در تاریخ ۲۶ اسفند ۱۳۸۶ با شمارهٔ ثبت ۲۲۰۶۱ به‌عنوان یکی از آثار ملی ایران به ثبت رسیده است.